# Le feste d'Apollo
Le feste d'Apollo costituiscono uno spettacolo operistico su musica ed a cura di Christoph Willibald Gluck, che vide la luce nel Teatrino di corte, a Parma, il 24 agosto 1769, in occasione delle celebrazioni per le nozze del duca Ferdinando I di Borbone e dell'arciduchessa Maria Amalia d'Asburgo-Lorena. Le coreografie furono curate dal maestro di ballo della corte, Giuseppe Bianchi.

## Caratteristiche dell'opera

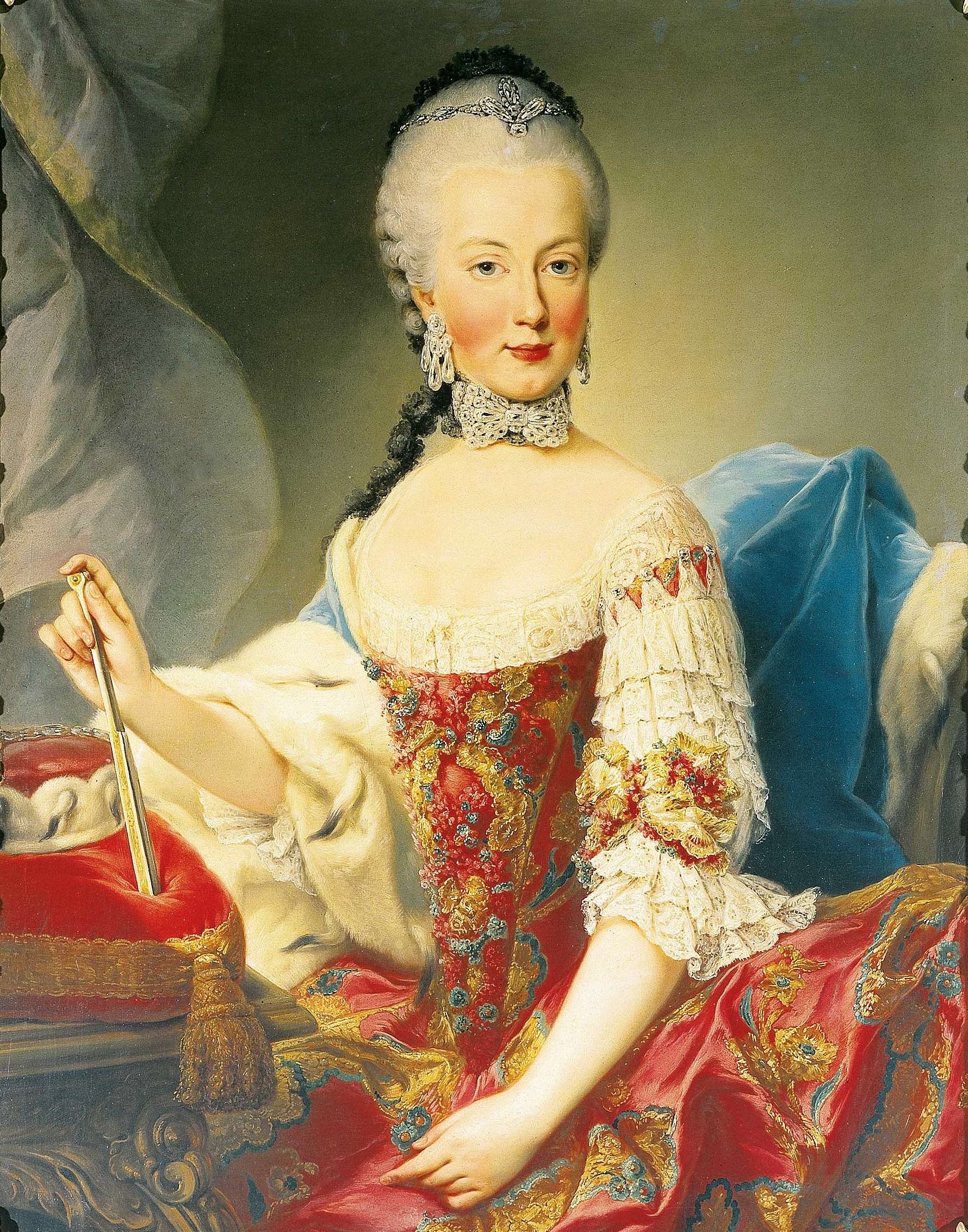
L'arciduchessa d'Austria Maria Amalia

Lo spettacolo, formato da tre atti preceduti da un prologo celebrativo, è riconducibile, fin dal nome, al genere della festa teatrale, ma si rifaceva evidentemente anche a quella tipologia di intrattenimento musicale che in Francia era chiamata spectacle coupé: essa era costituita da due, o, come nel caso in specie, tre atti, tratti da lavori differenti (o anche talora, almeno in parte, composti per l'occasione) e non legati, secondo gli stilemi dell'opéra-ballet, da una trama unitaria. Il richiamo ai modelli d'Oltralpe non è casuale, visti i forti orientamenti culturali francofili che si erano affermati alla corte di Parma dalla metà del Settecento.
Gluck, che, incidentalmente, conosceva molto bene, per la sua frequentazione della corte asburgica, l'arciduchessa Maria Amalia, riutilizzò, per Le feste, parecchia musica tratta dalle sue opere precedenti. In particolare, l'intero terzo atto, Orfeo, altro non era se non il suo capolavoro, Orfeo ed Euridice, andato in scena a Vienna nel 1762, e qui presentato, in prima italiana, in una nuova versione, rivisitata per i complessi disponibili alla corte di Parma e ridotta ad un atto, in luogo dei tre originari. L'ouverture al prologo era tratta dal Telemaco del 1765.
Gluck si recò a Parma per sovrintendere alle prove da febbraio ad aprile 1769. La data del matrimonio dovette però essere spostata a seguito della morte del papa Clemente XIII e le nozze non ebbero luogo fino al 19 luglio. Le celebrazioni connesse, ivi compresa la rappresentazione de Le feste, seguirono quindi nel mese di agosto.

## Sinossi

### Prologo
Il prologo, su libretto d'erudito Carlo Gastone (o Castone) della Torre di Rezzonico (1742-1796), ha carattere esclusivamente celebrativo.
La scena "si finge in Delo, Isola del Mare Egeo dedicata ad Apollo", dove i giovani e le giovani ateniesi, guidati rispettivamente da Anfrisio e da Arcinia, sono radunati per celebrare le feste annuali del dio. La gaiezza delle invocazioni viene interrotta dal sacerdote di Apollo il quale vaticina austeramente il futuro fruttuoso connubio tra le due casate degli Asburgo e dei Borbone, simboleggiate, nella visione inviatagli dal dio, da due immense piante che immergono le loro radici, l'una sulle rive del Danubio, e l'altra su quelle della Senna, dell'Ebro, del Sebeto e del Parma: la città emiliana che prende il nome dall'ultimo, potrà in particolare andar superba del "glorïoso innesto" che si realizzerà con le fauste nozze "di Fernando, e d'Amalia". Il sacerdote conclude la sua perorazione con un'aria augurale cui faranno eco quelle eseguite in successione da Anfrisio e da Arcinia, interpretati, tutti e tre i personaggi, dai più rinomati cantanti (delle vere e proprie star) disponibili nel cast. Il prologo si chiude quindi con cori e danze.
| personaggi                         | tipologia vocale | interpreti (direttore: Christoph Willibald Gluck) |
| ---------------------------------- | ---------------- | ------------------------------------------------- |
| Sacerdote d'Apollo                 | tenore           | Gaetano Ottani                                    |
| Anfrisio                           | soprano castrato | Giuseppe Millico, "il Moscovita"                  |
| Arcinia                            | soprano          | Lucrezia Agujari, "la Bastardella"                |
| Coro: Giovani e fanciulle ateniesi |                  |                                                   |

### Bauci e Filemone
Il libretto, di Giuseppe Maria Pagnini (1737–1814) sviluppa il mito di Filemone e Bauci, narrato nelle Metamorfosi di Ovidio. Nella versione di Pagnini, Filemone e Bauci, anziché costituire una vecchia coppia sposata, sono due giovani innamorati abitanti nella campagna della Frigia. Ai due si presenta, sotto le umili spoglie di un viandante cretese, il re degli dei Giove, che sta peregrinando tra gli umani deciso a punirli per la loro malvagità. Intenerito però dalla calorosa accoglienza riservatagli dai due giovani (e dalle loro famiglie), Giove decide di rivelarsi loro e di officiare egli stesso le loro nozze: i due vivranno insieme come sacerdoti del tempio di Giove, ed alla loro morte diventeranno semidei e protettori della Frigia
| personaggi                 | tipologia vocale   | interpreti (direttore: Christoph Willibald Gluck) |
| -------------------------- | ------------------ | ------------------------------------------------- |
| Bauci                      | soprano            | Lucrezia Agujari                                  |
| Filemone                   | contralto castrato | Vincenzo Caselli                                  |
| Giove                      | tenor              | Gaetano Ottani                                    |
| Una pastorella             |                    |                                                   |
| Coro: pastori e pastorelle |                    |                                                   |

### Aristeo
Il libretto di Giuseppe Pezzana (1735–1802) richiama abbastanza liberamente il mito di Aristeo narrato nel quarto libro delle Georgiche di Virgilio. Aristeo, figlio di Apollo e della ninfa Cirene, ed inventore dell'apicultura, "invaghito d'Euridice moglie di Orfeo" è stato causa indiretta della sua morte: infatti, il giorno stesso delle sue nozze con Orfeo, la ninfa era dovuta fuggire nei campi per sottrarsi alle attenzioni moleste di Aristeo ed era stata morsicata mortalmente da un serpente velenoso calpestato per caso. Per punirlo, i numi hanno provocato la morte delle sue api e destato nel suo cuore "ignota fiamma" per la ninfa Cidippe, che, pur a sua volta innamorata, deve però respingerlo: così vuole Cirene, la madre del giovane, che si è assunta il compito di amministrare la volontà divina. L'atto si apre con Aristeo che lamenta, con l'amico Ati, il suo dolore per la morte di Euridice e le disgrazie che gli sono in seguito capitate, e che risolve quindi di appellarsi all'intervento e all'amore materno di Cirene. Egli trova la madre in compagnia della ritrosa (per quanto tentennante) Cidippe: la genitrice gli rivela che le sue sofferenze sono causate dall'ira dei numi per l'ingiusto male fatto a Euridice e ad Orfeo (la cui anima senza pace grida contro di lui "dall'Erebo profondo"), e lo invita a fare sacrifici in onore delle loro ombre e delle ninfe dei boschi, compagne di Euridice, e di attendere quindi il responso degli dei. Aristeo obbedisce ed organizza, con l'amico Ati, una cerimonia solenne alla quale partecipa tutto il popolo di Tempe (e che è occasione, nello svolgimento dell'opera, per l'esecuzione di cori e danze alla maniera francese). Al termine Silvia, la ninfa "boschereccia" custode del tempio delle ninfe, annuncia ad Aristeo che gli dèi pietosi si sono commossi alle sue preghiere e che quindi egli potrà recuperare la pace della sua vita. Nella penultima scena Ati racconta ad Aristeo il prodigio avvenuto sul luogo del sacrificio, dove, dal ventre dei tori macellati, sono usciti immensi di sciami di api che potranno reintegrare quelli precedentemente perduti, mentre, nell'ultima scena, la trepida Cirene può finalmente benedire le nozze del figlio scapestrato con l'amata ed amante Cidippe.
In questo atto Gluck inserì un'aria di bravura ("Nocchier che in mezzo all'onde") che aveva già utilizzato, nel 1765, ne Il Parnaso confuso ("In un mar che non ha sponde"), e forse anche nella cantata Enea e Ascanio del 1764. La stessa aria diventerà in seguito famosa perché ripresa, come "L'espoir renaît dans mon âme", a chiusura del primo atto della versione parigina dell'Orfeo ed Euridice, e perché divenuta quindi oggetto di una contesa storica di paternità tra Gluck medesimo ed il compositore italiano Ferdinando Bertoni.
| personaggi                                                                        | tipologia vocale   | interpreti (direttore: Christoph Willibald Gluck) |
| --------------------------------------------------------------------------------- | ------------------ | ------------------------------------------------- |
| Aristeo                                                                           | contralto castrato | Vincenzo Caselli                                  |
| Ati                                                                               | tenore             | Gaetano Ottani                                    |
| Cirene                                                                            | soprano            | Antonia Maria Girelli-Aguilar                     |
| Cidippe                                                                           | soprano            | Felicita Suardi                                   |
| Silvia,                                                                           |                    |                                                   |
| Coro: ninfe silvestri seguaci di Silvia; ninfe del fiume Peneo; abitanti di Tempe |                    |                                                   |

### Orfeo
Questo atto è una rielaborazione dell'Orfeo ed Euridice, che era stato rappresentato per la prima volta a Vienna, nel 1762, su libretto di Ranieri de' Calzabigi, articolato in tre atti. Per i dettagli della trama, cfr. Orfeo ed Euridice (Gluck): Soggetto.
| personaggi | tipologia vocale      | interpreti (direttore: Christoph Willibald Gluck) |
| ---------- | --------------------- | ------------------------------------------------- |
| Orfeo      | soprano castrato      | Giuseppe Millico                                  |
| Euridice   | soprano               | Antonia Maria Girelli-Aguilar                     |
| Amore      | soprano (in travesti) | Felicita Suardi                                   |

## Discografia
- I primi due atti di quest'opera (Aristeo and Filemone e Bauci) sono stati registrati da Christophe Rousset e dal suo complesso Les Talens Lyriques, sotto il titolo di Philémon et Baucis (Ambroisie, 2006)